# Robbie Wessels
Robert Albert Wessels (Kroonstad, 30 oktober 1980) is een Zuid-Afrikaanse zanger en acteur.

## Biografie
Robbie Wessels (geboren 30 oktober 1980) is populair bij de Afrikaanstalige bevolking van Zuid-Afrika. Hij studeerde drama aan de Technikon Pretoria (tegenwoordig Tshwane Universiteit van Technologie) waar hij in 2002 afstudeerde.
Kort na zijn afstuderen kreeg hij de rol van Anton in het RSG-radioverhaal Blinkwater. Zijn eerste televisierol was die van "Poena Pieterse" in de SABC televisieserie Gauteng-alêng, waarvan ook een film, Poena is Koning, is gemaakt. 

## Discografie
Robbie heeft de volgende albums uitgegeven:
- Die sluise van die hemel, 2020
- Woestyn, 2017
- Kaalvoet, 2011
- Grootste treffers, 2010
- Afrika Sonsak, 2009
- Halley se Komeet, maart 2006
- My Vissermanvriend se Pa, 2005

## Film
- 100 Meter Leeuloop, 2013 – Manie Mol / Ronnie Wentzel / Gazi / Bobby Bobbejaanski / Barberboy
- As Jy Sing, 2013 – Bertie Bredenkamp
- 'n Saak van Geloof, 2011 – Kallie Naudé
- Jakhalsdans, 2010 – Himself
- Poena is Koning, 2007 – Poena Pieterse

## Leeuloop
'Leeuloop' is een liedje waarmee Wessels in 2006 beroemd werd. Het liedje werd voor en tijdens rugbythuiswedstrijden op televisie vertoond als onderdeel van een reclamecampagne van de telecomprovider Vodacom. 'Leeuloop' verwijst naar een verhaal van een cafébezoeker in Parys in de provincie Vrijstaat. 'Leeuloop' is een van de nummers op Wessels' tweede album, Halley se Komeet uit 2006.